# Omloop van de Glazen Stad
El Omloop van de Glazen Stad és una competició ciclista d'un dia que es disputa a la regió de Westland (Països Baixos).

## Palmarès
| Any     | Vencedor          | Segon                | Tercer             |
| ------- | ----------------- | -------------------- | ------------------ |
| 1978    | Peer Maas         | John Verbeke         | Henk Mutsaars      |
| 1979    | Gino Ammerlaan    | Jos Lammertink       | Jacques van Meer   |
| 1980    | René Koppert      | Adri van der Poel    | Peter Steijn       |
| 1981    | René Koppert      | Anton van der Steen  | Guus Bierings      |
| 1982-87 | No disputat       |                      |                    |
| 1988    | Ralph Moorman     | Frank van Veenendaal | Kees Hopmans       |
| 1989    | Michel Zanoli     | Freddy Wolsink       | Arno Ottevanger    |
| 1990    | Arno Ottevanger   | Charles Overgaag     | John de Haas       |
| 1991    | Luc Reijrink      | Steffen Blochwitz    | Remco Startman     |
| 1992    | Bertus Kroon      | Patrick Rasch        | John den Braber    |
| 1993    | Rob Sienders      | Michael Zijlaard     | Anthony Theus      |
| 1994    | John den Braber   | Peter Hoondert       | Mario Gutte        |
| 1995    | Peter Hoondert    | Marcel Luppes        | Patrick Barendse   |
| 1996    | Dennis Venema     | Stefan van Dijk      | Aike Visbeek       |
| 1997    | Anthony Theus     | Tommy Post           | Charles Overgaag   |
| 1998    | Stefan van Dijk   | Matthé Pronk         | Martijn Lust       |
| 1999    | No disputat       |                      |                    |
| 2000    | Sandro Bijnen     | Fulco Van Gulik      | Marc van Grinsven  |
| 2001    | Wilco Zuyderwijk  | Camiel van den Bergh | Marcel Alma        |
| 2002    | Pim Goos          | Arthur Farenhout     | Mathieu Heijboer   |
| 2003    | Arthur Farenhout  | Ruud Aerts           | Martin van Steen   |
| 2004    | Jens Mouris       | Peter Olde Dubbelink | Arthur Farenhout   |
| 2005    | Arthur Farenhout  | Gideon de Jong       | Kenny van Hummel   |
| 2006    | Peter Schep       | Niki Terpstra        | Floris Goesinnen   |
| 2007    | Bram Schmitz      | Roy Curvers          | Arnoud van Groen   |
| 2008    | Marco Bos         | Sipke Zijlstra       | Bram Schmitz       |
| 2009    | Marco Bos         | Remco te Brake       | Ger Soepenberg     |
| 2010    | Jan Bluekens      | Stefan van Winden    | Erik van Lakerveld |
| 2011    | Remco te Brake    | Jeff Vermeulen       | Roy Eefting        |
| 2012    | Jeff Vermeulen    | Jesper Asselman      | Dylan Groenewegen  |
| 2013    | Dylan Van Baarle  | Jeff Vermeulen       | Michael Vingerling |
| 2014    | Dylan Groenewegen | Remco te Brake       | Johim Ariesen      |
| 2015    | Coen Vermeltfoort | Elmar Reinders       | Tim Rodenburg      |
| 2016    | Wim Stroetinga    | Roy Eefting          | Maarten van Trijp  |
| 2017    | Jeff Vermeulen    | Patrick van der Duin | Gijs Meijer        |